# Arkose

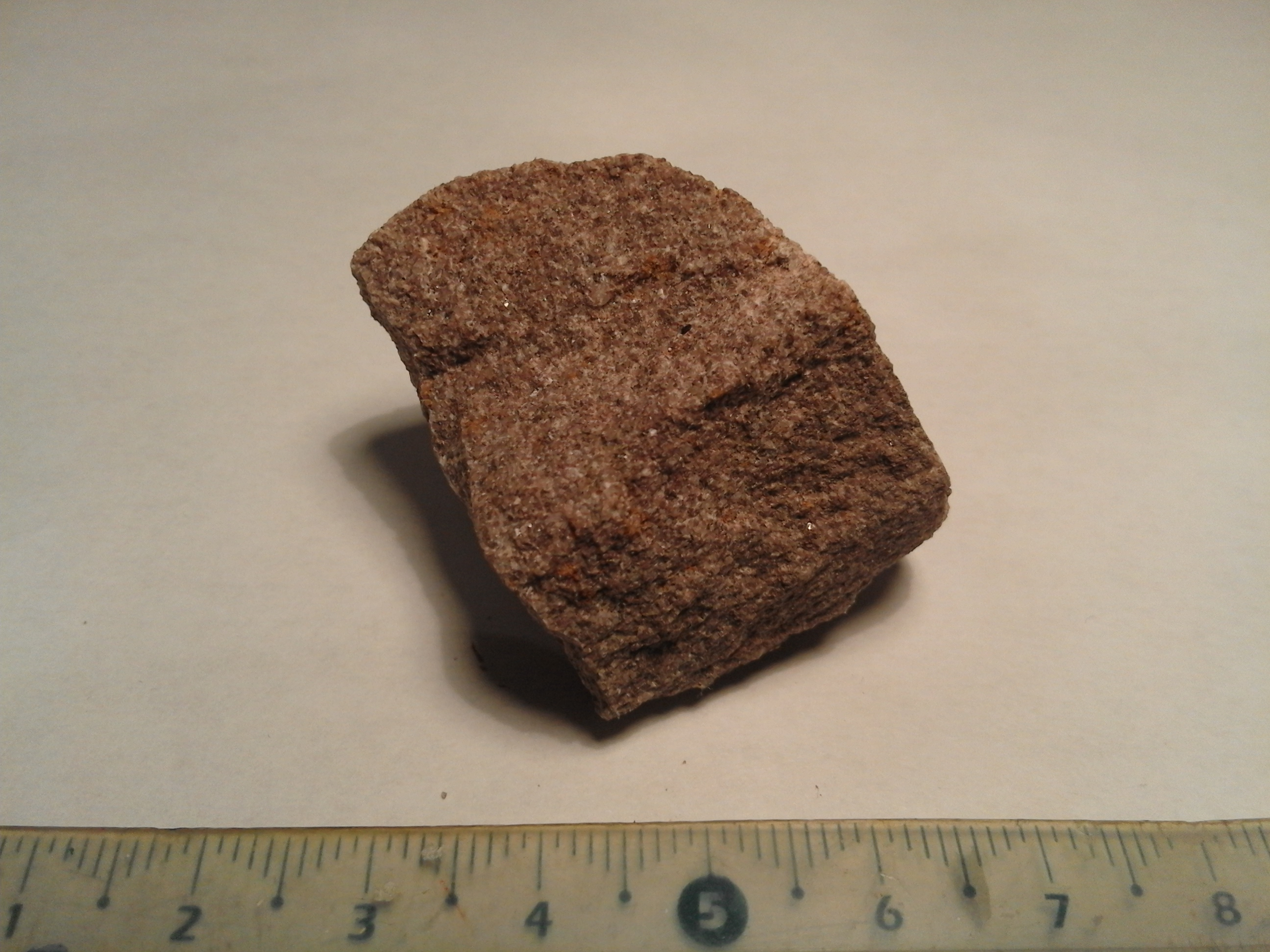
Arkose constituée essentiellement de quartz (minéral gris vitreux), et de feldspaths (potassiques roses et plagioclases blancs).

L'arkose est un terme introduit par le minéralogiste Alexandre Brongniart en 1823 , qu'il a probablement tiré du grec archaios, « primitif », afin de distinguer certaines variétés de grès présentes dans de nombreuses roches en Auvergne. Parfois appelée arénite feldspathique ou feldsparénite, c'est une roche sédimentaire détritique terrigène. Nom commun féminin.

## Composition
Comme tous les grès, l'arkose est une roche détritique riche en quartz (jusqu'à 60 % environ), mais définie par une proportion de feldspath d'au moins 25 %, accompagnée éventuellement de quelques micas et d'un ciment composé d'argile (environ 15 %). C'est un grès grossier, feldspathique. Par ailleurs son liant est argileux, et non calcaire, ce qui augmente sa résistance à la pluiedans la durée.
Synonyme d'arkose, le grès arkosique est plus souvent employé pour désigner un subarkose, ou grès feldspathique, contenant de 5 à 25 % de feldspaths.

## Formation
Les feldspaths, en raison de leur fragilité (clivage) et de leur grande altérabilité, forment rarement plus de 10 à 15 % des grès. Leur proportion plus importante dans les arkoses peut indiquer un climat aride (désertique ou arctique) où l'altération chimique est faible (aridité, gel permanent) et/ou la présence de reliefs accusés (soulèvements récents, failles actives), responsables d'un transit rapide des sédiments vers le bassin.
L'orthose et le microcline sont plus abondants que les plagioclases quand la croûte continentale représente la source principale du sédiment (de type cône alluvial) ; dans le cas contraire, une source volcanique doit être suspectée. Les grains de feldspath peuvent être frais, ou altérés en kaolin. La kaolinisation est présente aussi bien dans les grains de feldspath potassique que dans les plagioclases.

## Gisement
L'arkose se rencontre souvent près des granites et des gneiss car elle provient de leur altération.
De l'uranium est parfois présent en gisements importants dans des formations de grès arkosiques, par exemple dans le bassin de la rivière Powder aux États-Unis, où il est exploité.
L'inselberg d'Ayers Rock (Uluru) en Australie est composé d'arkose.

## Utilisation
- Ornementation (statuaire)
- Construction
- Meules[5]

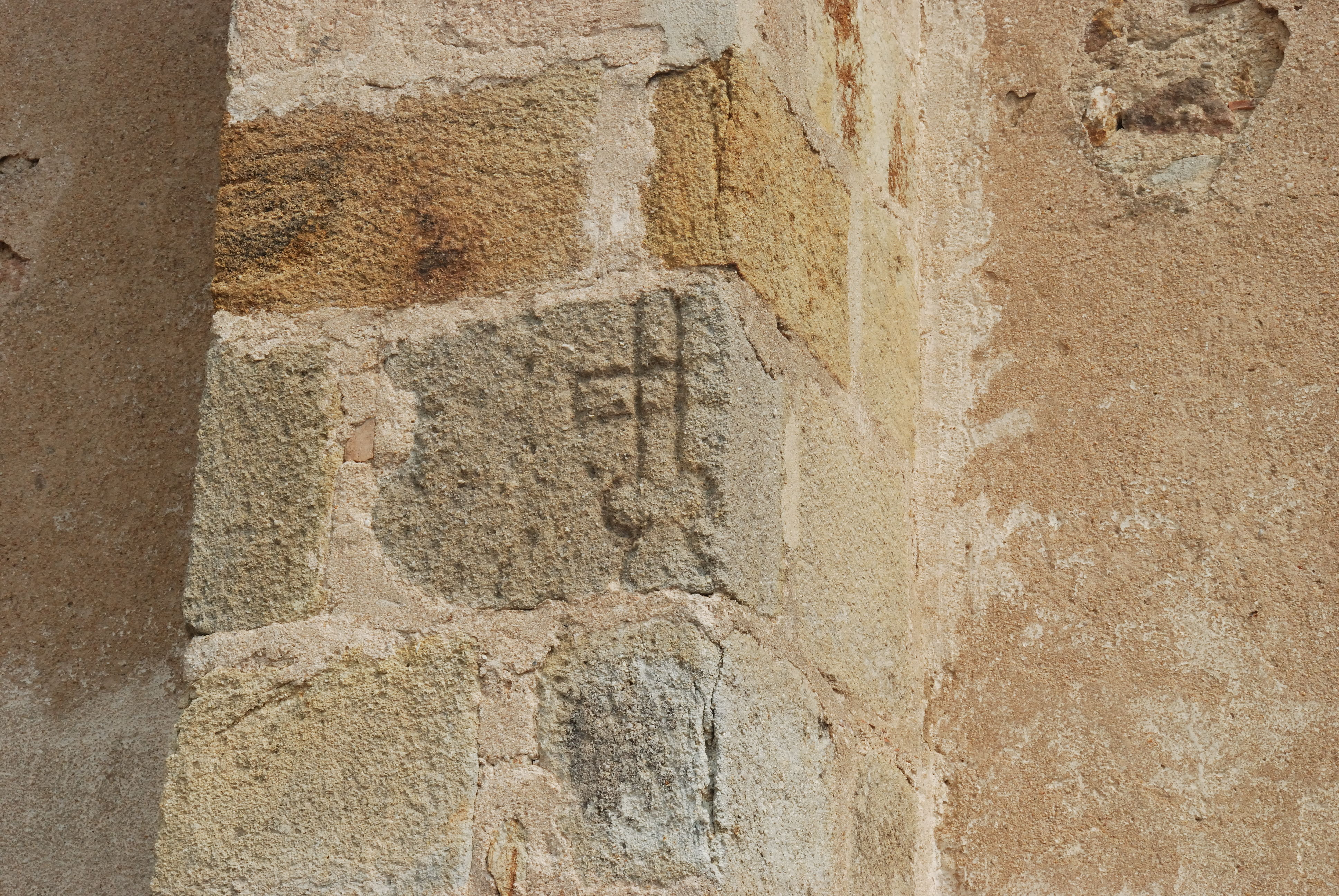
Exemple d'utilisation d'arkose pour la construction d'une église en Auvergne.

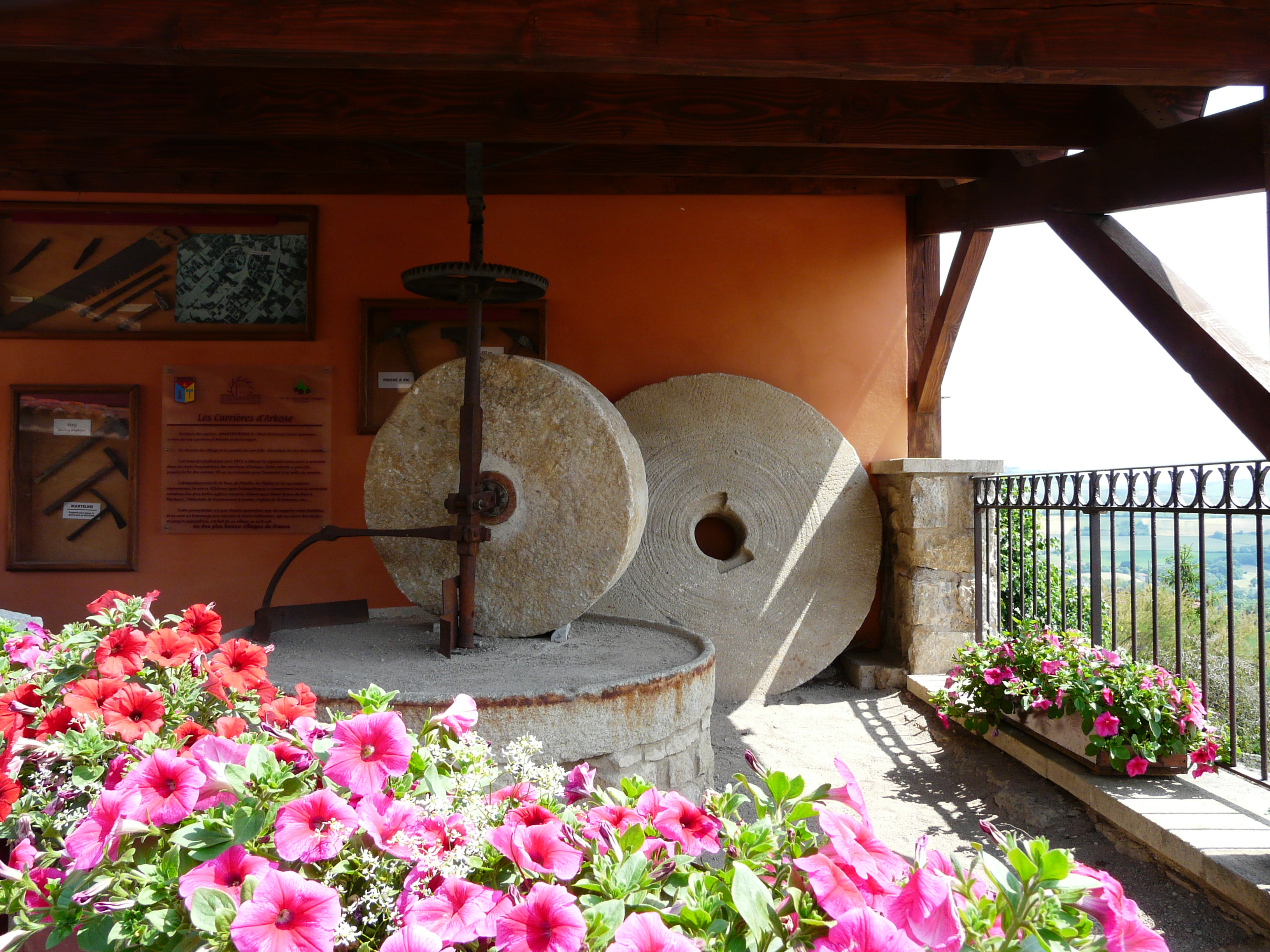
Meules en arkose en Auvergne.

De nombreuses églises romanes d'Auvergne sont en arkose (basilique Notre-Dame-du-Port de Clermont-Ferrand, église Saint-Austremoine d'Issoire, église Notre-Dame de Saint-Saturnin).